# Павлувко (Пшасниський повіт)
Павлувко (пол. Pawłówko) — село в Польщі, у гміні Черниці-Борові Пшасниського повіту Мазовецького воєводства.
Населення — 121 особа (2011).
У 1975-1998 роках село належало до Цехановського воєводства.

## Демографія
Демографічна структура станом на 31 березня 2011 року:
|          | Загалом | Допрацездатний вік | Працездатний вік | Постпрацездатний вік |
| -------- | ------- | ------------------ | ---------------- | -------------------- |
| Чоловіки | 66      | 22                 | 39               | 5                    |
| Жінки    | 55      | 12                 | 30               | 13                   |
| Разом    | 121     | 34                 | 69               | 18                   |